# Красная Керка
 Красная Керка  — деревня Нижнеломовского района Пензенской области. Входит в состав Голицынского сельсовета.

## География
Находится в северо-западной части Пензенской области на расстоянии приблизительно 21 км на восток-северо-восток по прямой от районного центра города Нижний Ломов на границе с Мордовией.

## История
Построена как помещичья деревня около 1700 года на речке Керке. В 1911 году — Аршиновской волости Нижнеломовского уезда, 28 дворов, водяная мельница. В 1955 году колхоз имени Кирова. Переименована в 1952 году. В 2004 году — 10 хозяйств.

## Население
Численность населения: 140 человек (оценка 1795 года), 186(1864 год), 188 (1911), 139 (1926), 160 (1930), 140 (1939), 94 (1959), 57 (1979), 26 (1989), 21 (1996). Население составляло 12 человек (русские 100 %) в 2002 году, 5 в 2010.